# Santa Maria Incoronata

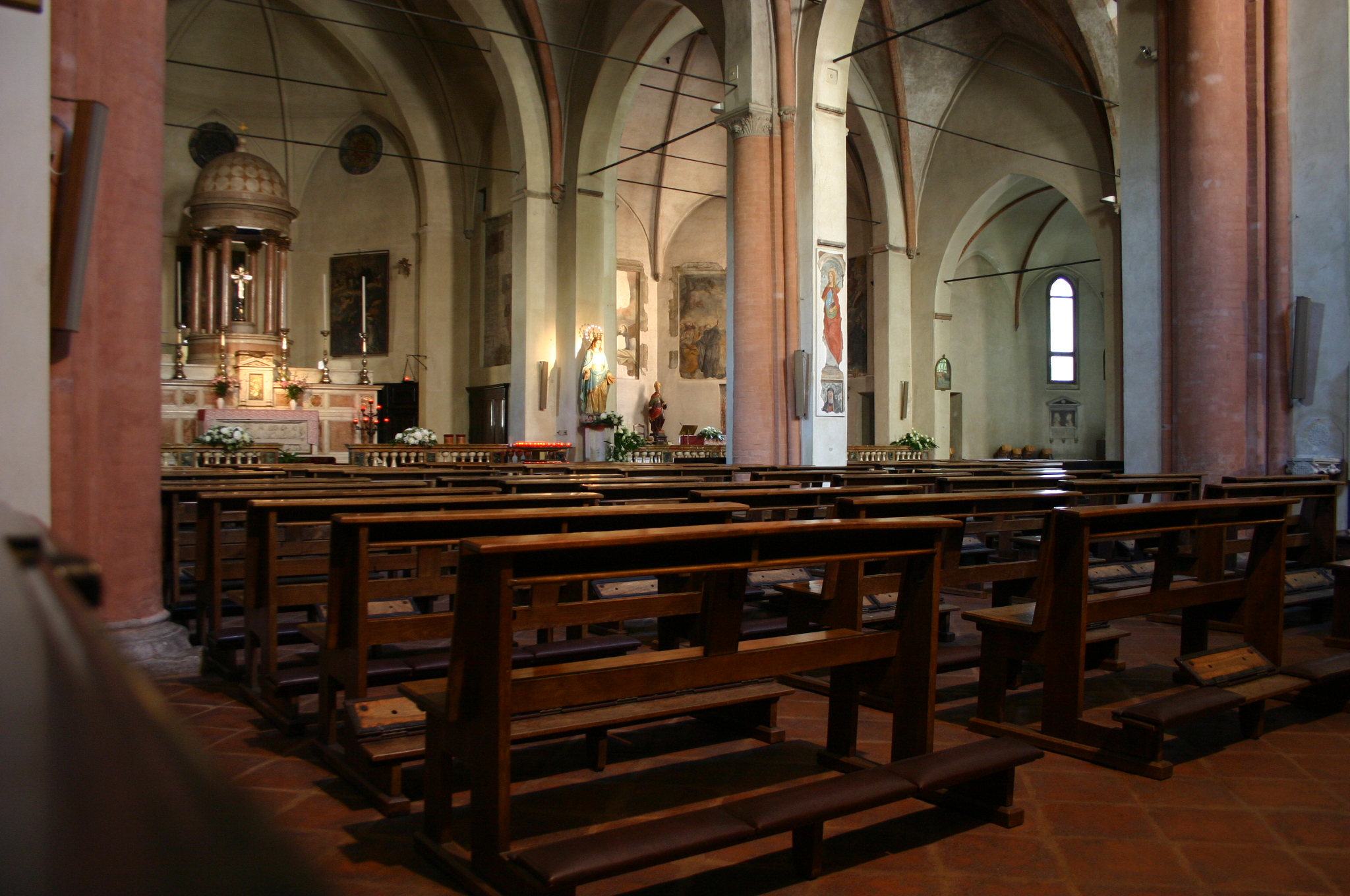
A templom főhajója

A Santa Maria Incoronata egy kis milánói templom a Corso Garibaldi mentén.

## Története
A templom a 15. században épült késő gótikus stílusban. Tulajdonképpen két templom egybeépítésével jött létre: bal oldali templomot Francesco Sforza, a jobb oldalit kilenc évvel később felesége, Maria Visconti alapította. A két templom közös homlokzatát a Viscontiak címere díszíti. A templomban a Sforza család több tagjának síremléke látható.